# Município de Massie (condado de Warren, Ohio)
O município de Massie (em inglês: Massie Township) é um município localizado no condado de Warren no estado estadounidense de Ohio. No ano de 2010 tinha uma população de 1.141 habitantes e uma densidade populacional de 20,64 pessoas por km².

## Geografia
O município de Massie encontra-se localizado nas coordenadas 39° 29′ 24″ N, 84° 01′ 14″ O. Segundo a Departamento do Censo dos Estados Unidos, o município tem uma superfície total de 55.27 km², da qual 47,65 km² correspondem a terra firme e (13,79 %) 7,62 km² é água.

## Demografia
Segundo o censo de 2010, tinha 1.141 habitantes residindo no município de Massie. A densidade populacional era de 20,64 hab./km². Dos 1.141 habitantes, o município de Massie estava composto pelo 96,49 % brancos, o 1,14 % eram afroamericanos, o 0,26 % eram asiáticos, o 0,09 % eram de outras raças e o 2,02 % eram de uma mistura de raças. Do total da população o 0,61 % eram hispanos ou latinos de qualquer raça.